# 영양초등학교
영양초등학교는 대한민국 경상북도 영양군 영양읍에 있는 초등학교이다.

## 학교 연혁
- 1908년 11월 1일 사립 영흥학교 설립
- 1911년 4월 1일 영양공립보통학교(4년제) 개교(설립인가 3월 5일)
- 1921년 4월 1일 6년제 개편(남자)
- 1926년 4월 1일 6년제 개편(여자)
- 1938년 4월 1일 영양서부공립심상소학교로 개칭
- 1941년 4월 1일 영양서부공립국민학교로 개칭
- 1949년 12월 31일 영양국민학교로 개칭
- 1959년 4월 1일 영양국민학교 감천분교 개교
- 1973년 3월 1일 특수학급(1학급) 인가
- 1979년 5월 31일 교보 '영양동산' 창간
- 1981년 3월 1일 병설유치원 개원
- 1989년 3월 1일 감천분교장 통폐합
- 1994년 3월 1일 급식 개시
- 1996년 3월 1일 영양초등학교로 개칭
- 2002년 11월 5일 도서관 개관
- 2020년 2월 10일 방과후특별교사동 예지관 개관
- 2020년 2월 12일 제107회 졸업(총11,970명)
- 2020년 3월 1일 권영순 교장 부임